# Kostel svatého Vavřince (Brandýs nad Labem)
Kostel svatého Vavřince v Brandýse nad Labem je raně gotický kostel, nacházející se v lokalitě Na Nižším hrádku. Původně římskokatolický kostel v současnosti slouží Církvi československé husitské. Od roku 1958 je památkově chráněn.

## Historie

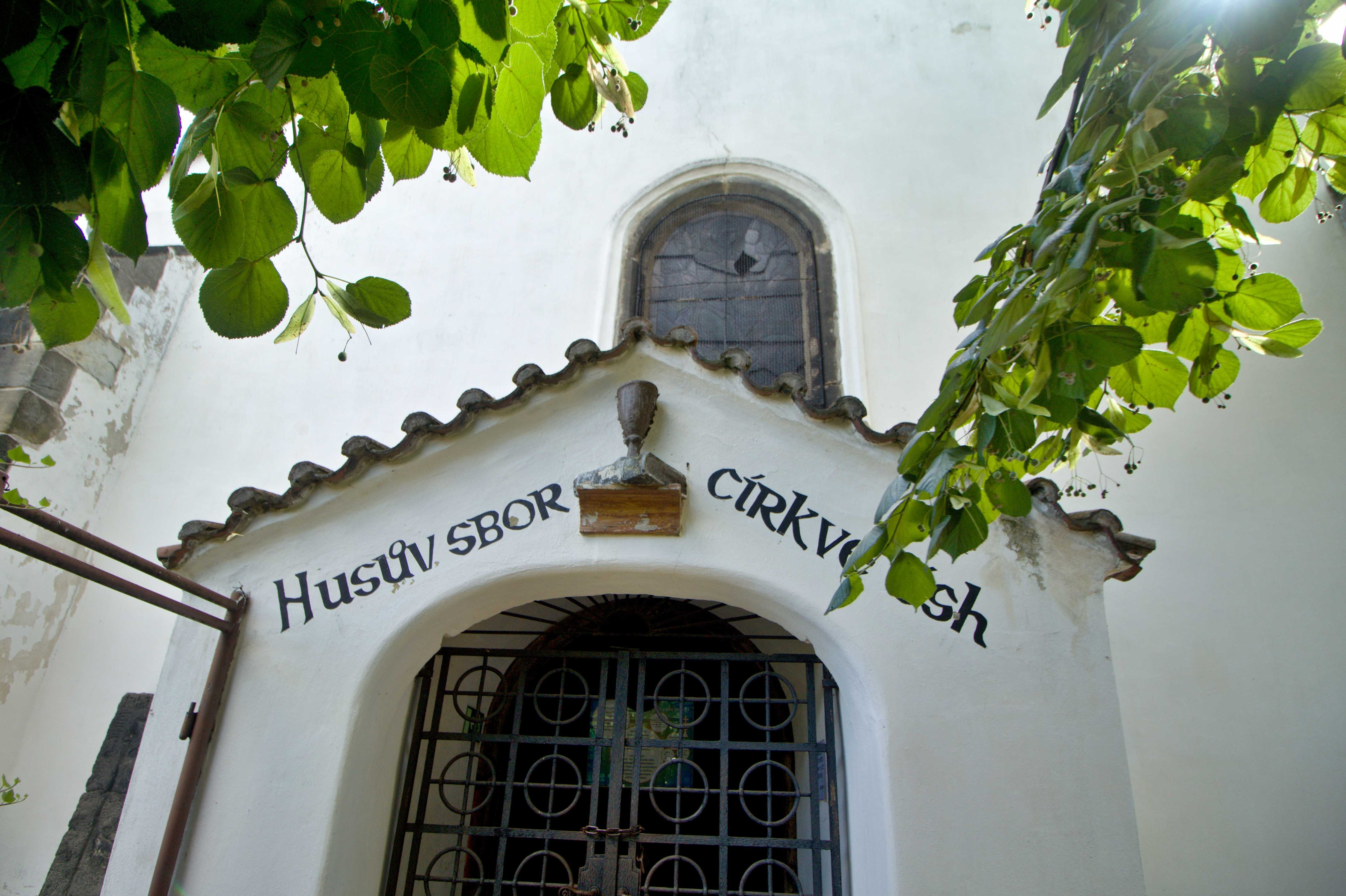
Vstupní část kostela

Jedná se o raně gotický kostel ze 2. poloviny 13. století. Vznikl jako farní kostel vsi Nižší Hrádek, v roce 1354 je uváděn jako farní kostel brandýský.
V husitské době se stal kostelem církve podobojí a nekatoličtí faráři v něm působili až do roku 1510. Za císaře Josefa II. byl kostel zrušen i s okolním hřbitovem a byl přeměněn na sýpku. Později sloužil také jako tělocvična.
Od roku 1928 opravený a restaurovaný objekt užívá Československá církev.
Kostel je jednolodní se čtvercovým presbytářem podpíraný odstupňovanými pilíři. Dochovala se v něm tři gotická okna a torzálně dochovaná interiérová fresková výzdoba z 1. poloviny 14. století.